# Гертеніш
Гертеніш (рум. Gherteniș) — село у повіті Караш-Северін в Румунії. Входить до складу комуни Берзовія.
Село розташоване на відстані 372 км на захід від Бухареста, 28 км на північний захід від Решиці, 45 км на південний схід від Тімішоари.

## Населення
За даними перепису населення 2002 року у селі проживали 1044 особи.
Національний склад населення села:
| Національність | Кількість осіб | Відсоток |
| -------------- | -------------- | -------- |
| румуни         | 994            | 95,2%    |
| угорці         | 29             | 2,8%     |
| німці          | 14             | 1,3%     |

Рідною мовою назвали:
| Мова      | Кількість осіб | Відсоток |
| --------- | -------------- | -------- |
| румунська | 994            | 95,2%    |
| угорська  | 29             | 2,8%     |
| німецька  | 14             | 1,3%     |